# 구슬치기

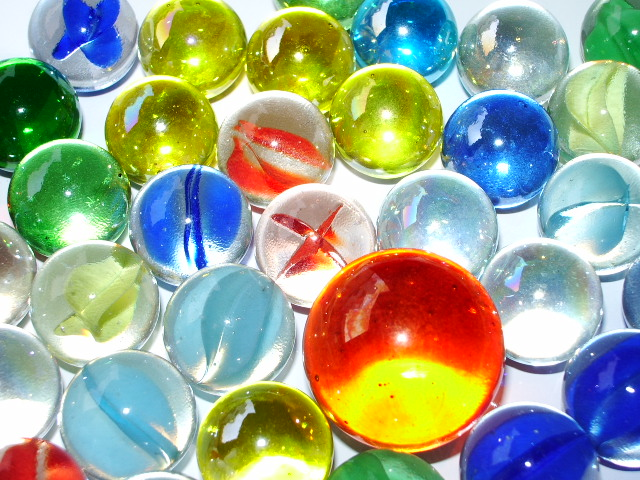
구슬치기에 사용되는 구슬

구슬치기는 대한민국의 어린이 놀이이다. 흙바닥에 금을 그어놓고 금 안에 구슬을 놓은 후 상대의 구슬을 금 바깥으로 쳐내면 구슬을 획득하는 게임이다. 구슬치기는 선공과 후공이 나누어진다.

## 문화속의 구슬치기
넷플릭스의 드라마 오징어 게임의 4번째 게임이기도 하다.